# Tim (dessinateur)
Pour les articles homonymes, voir Tim.
Tim, pseudonyme de Louis Mitelberg (Lejzor Mitelberg), né le 29 janvier 1919  à Kałuszyn, Pologne, mort le 7 janvier 2002 dans le 5e arrondissement de Paris, est un dessinateur de presse, caricaturiste, illustrateur et sculpteur français d'origine juive polonaise.

## Biographie

### Débuts et style
Louis Mitelberg  publie son premier dessin dans le courrier des lecteurs du magazine polonais d’opposition Szpilki. Venu à Paris en 1937 suivre des cours d’architecture, il est incorporé en 1940 fait prisonnier en 1941, il s’évade pour rejoindre l'URSS. Puis il fait partie des 218 évadés français par l’URSS avec Pierre Billotte, Alain de Boissieu, Pierre Rateau, François Thierry-Mieg ou encore Jean-Louis Crémieux-Brilhac, pour rejoindre Londres. Son style se caractérise par un graphisme aux traits enchevêtrés, d'un humour souvent noir.

### Dessinateur de presse
Après avoir collaboré à l'Humanité et à divers autres titres de la presse proche du Parti communiste français de 1946 à 1958, en signant de son patronyme « Mitelberg », il entre en 1958 à L’Express et signe ses dessins sous le pseudonyme de « Tim »,, après avoir exposé ses dessins dans le monde entier. C'est l’un des dessinateurs politiques les plus importants de son époque (1950-1990). Il a aussi dessiné, entre autres, pour Le Monde, L'Événement du jeudi, Time, Newsweek, le New Yorker, le New York Times. Il publie de nombreux ouvrages de dessins de presse.
Lorsque, au cours de la conférence de presse du 27 novembre 1967, le général de Gaulle parle des Juifs comme d'un « peuple d'élite, sûr de lui-même et dominateur », le dessin de Tim en réplique est refusé par L'Express puis publié par Le Monde, avec lequel c'est sa première collaboration. Ce dessin représente un déporté juif squelettique dans un camp de concentration, la main dans sa chemise à la façon de Napoléon, sous-titré « Sûr de lui et dominateur ».

### Illustrateur
Tim illustre les œuvres de grands écrivains, comme les œuvres complètes de Franz Kafka et d’Émile Zola mais aussi par trente-et-un dessins peu connus Le Surmâle d'Alfred Jarry au Club français du livre ou Les âmes mortes de Nicolas Gogol (1967).
En 2007, la Bibliothèque nationale de France a hérité de son fonds de dessins.

### Sculpteur
Tim est aussi sculpteur. On peut citer parmi ses œuvres le Monument aux déportés à Auschwitz III (1993), érigé au cimetière du Père-Lachaise à Paris, et L’Hommage au capitaine Dreyfus (1986) érigé boulevard Raspail à Paris. En 2000, il a également réalisé une statue de Daumier en train de peindre Ratapoil pour l’Association des Amis d’Honoré Daumier, exposée à l’Assemblée nationale.

## Expositions
En 1984, une rétrospective de son œuvre s’est tenue au musée des arts décoratifs de Paris.
En 2003, également à Paris, le musée d'art et d'histoire du judaïsme a présenté une exposition préparée par Yasha David, « Tim : être de son temps », première rétrospective posthume de l'artiste.

## Musées et collections publiques
- Musée d'art et d'histoire du judaïsme, Paris, 47 dessins.
- Bibliothèque nationale de France, Paris.
- Musée Peynet, Antibes, dessin.